# Abdelouafi Laftit
Abdelouafi Laftit (in arabo عبد الوافي لفتيت‎?; Tafersit, 29 settembre 1967) è un politico marocchino, Ministro dell'interno dal 5 aprile 2017.

## Biografia
È nato il 29 settembre 1967 a Tafersit, villaggio rurale della provincia di Driouch, in una famiglia modesta. Dopo aver compiuto gli studi a Tétouan si è laureato nel 1989 presso l'École polytechnique e nel 1991 presso l'École des ponts ParisTech di Parigi. In seguito ha lavorato in campo finanziario per poi entrare nell'Ufficio di sfruttamento dei porti (ODEP), presso cui ha ricoperto la carica di direttore dei porti di Agadir, Safi e Tangeri dal 1992 al 2002, divenendo poi capo del centro regionale per gli investimenti di Tangeri-Tétouan.
Nel 2003 fu nominato governatore della provincia di Fahs Anjra, pochi mesi dopo l'annuncio della realizzazione nella provincia dell'hub portuale di Tangeri Med, mentre nel 2006 divenne governatore della provincia di Nador, presso cui è poi stata annunciata la realizzazione del porto di Nador West Med. Tornato a Tangeri nel 2010 per amministrare l'azienda per la ricostruzione del porto, è divenuto noto come "Monsieur ports".
Nel 2014 il re Muhammad VI lo nominò wālī della regione di Rabat-Salé-Zemmour-Zaer, ricoprendo anche la carica di governatore della prefettura di Rabat. Dal 5 aprile 2017 serve come Ministro dell'interno.